# Camille Silvy
Camille Silvy, nato Camille-Léon-Louis Silvy (Nogent-le-Rotrou, 18 marzo 1834 – Saint-Maurice, 2 febbraio 1910), è stato un fotografo francese, attivo principalmente a Londra.

## Biografia
Le notizie attorno a questo pioniere della fotografia sono abbastanza scarse, specialmente sulla sua famiglia. Sembra che avesse imboccato la strada della diplomazia per abbandonarla in favore della fotografia. Imparò dal conte Olympe Aguado (1827-1894), fotografo di stanza a Parigi, di origini spagnole.

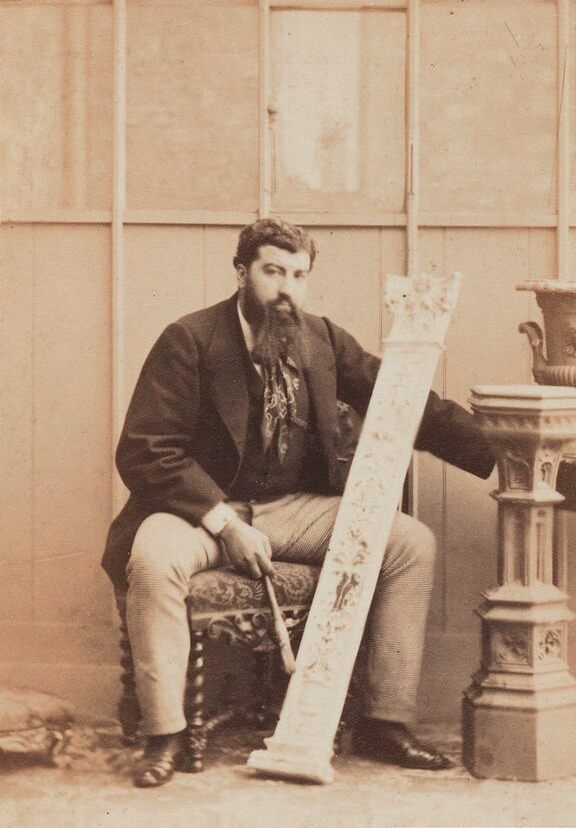
Camille Silvy, stampa all'albumina, 1860

Nadar ha ricordato in Quand j'étais photographe il fotografo Silvy come uno dei "primitivi" della fotografia, cioè professionisti appassionati che per primi abbracciarono e definirono il mezzo (in particolare nell'edizione commentata da Caroline Laroche del 2017), tanto che nel 1858 divenne socio della Société française de photographie. La parabola fotografica di Silvy si svolse nel decennio dal 1857 al 1867, ma raccolse opinioni autorevoli come quella dell'inventore e fotografo inglese Thomas Sutton che lo definì un "genio della fotografia".
Tra la fine del 1858 e l'inizio dell'anno dopo si trasferì a Londra dove aprì uno studio e divenne socio della Royal Photographic Society. Oltre ad aver fotografato in Algeria e la Francia rurale, i suoi soggetti preferiti erano i paesaggi inquietanti al crepuscolo, la nebbia, le strade delle città, la vita dei quartieri ma al tempo stesso fotografò i teatri e l'opera ed i personaggi alla moda. Fu uno dei maestri riconosciuti delle carte de visite, richiestissime all'epoca. La sua cifra però fu quella della naturalezza e non dei soggetti "paralizzati" dinanzi alla macchina fotografica, come apparirono gran parte dei ritratti. In quel decennio realizzerà oltre 17 000 ritratti vendendone un milione di copie.
Nel 1868 lasciò l'Inghilterra per rientrare in Francia, per problemi di salute in quanto credeva che l'esposizione ai vapori di cloruro di potassio in camera oscura avessero danneggiato il suo sistema nervoso . Due anni dopo si arruolò per combattere nella Guerra franco-prussiana dalla quale ricevette una Legion d'Onore per i suoi atti d'eroismo. In seguito gli venne diagnosticata una sorta di depressione maniacale (forse un disturbo bipolare). Trascorse i suoi ultimi Trent'anni in vari manicomi.
Una vasta collezione di ritratti di Silvy si trova alla National Portrait Gallery di Londra. Importanti collezioni delle sue opere sono conservate anche al Victoria and Albert Museum e al Getty Museum di Los Angeles.

## Galleria d'immagini

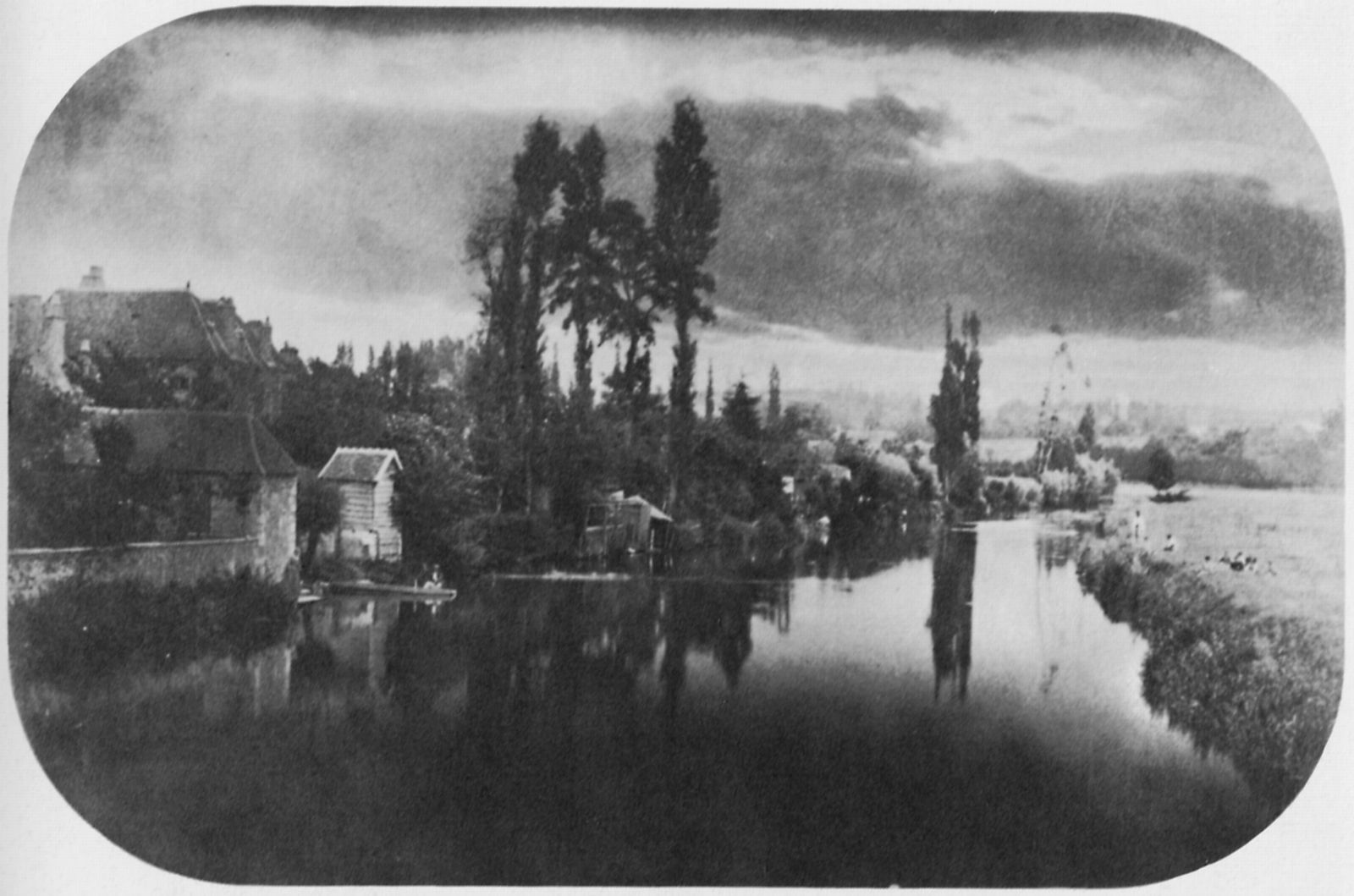
Paesaggio lungo la Senna, 1858
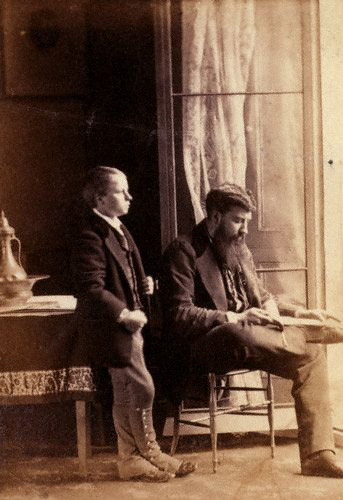
Camille Silvy con un bambino, 1859
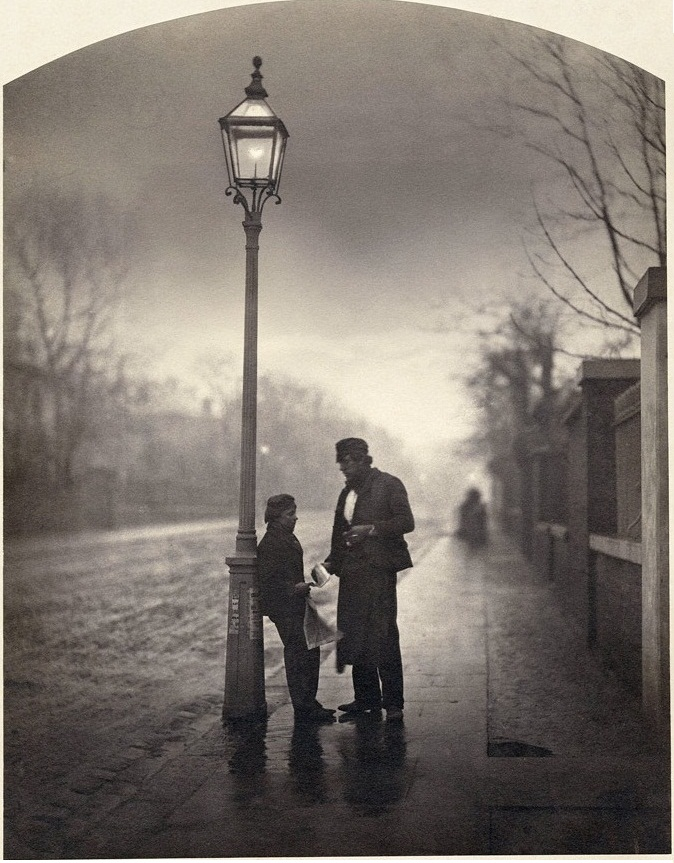
Studi sulla luce: Crepuscolo, 1859
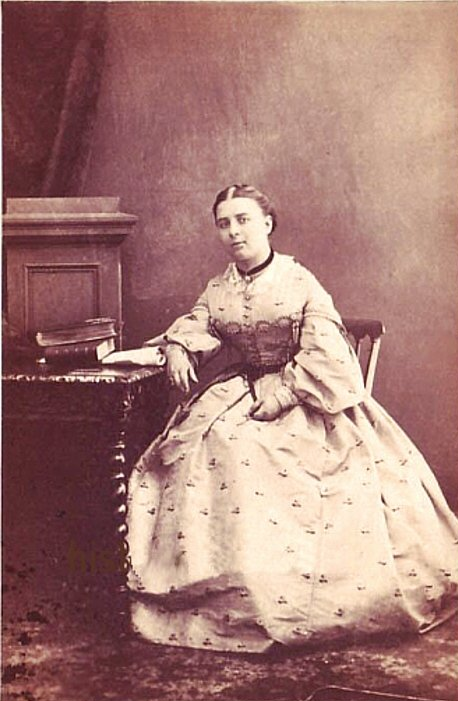
la soprano Marietta Piccolomini, 1860
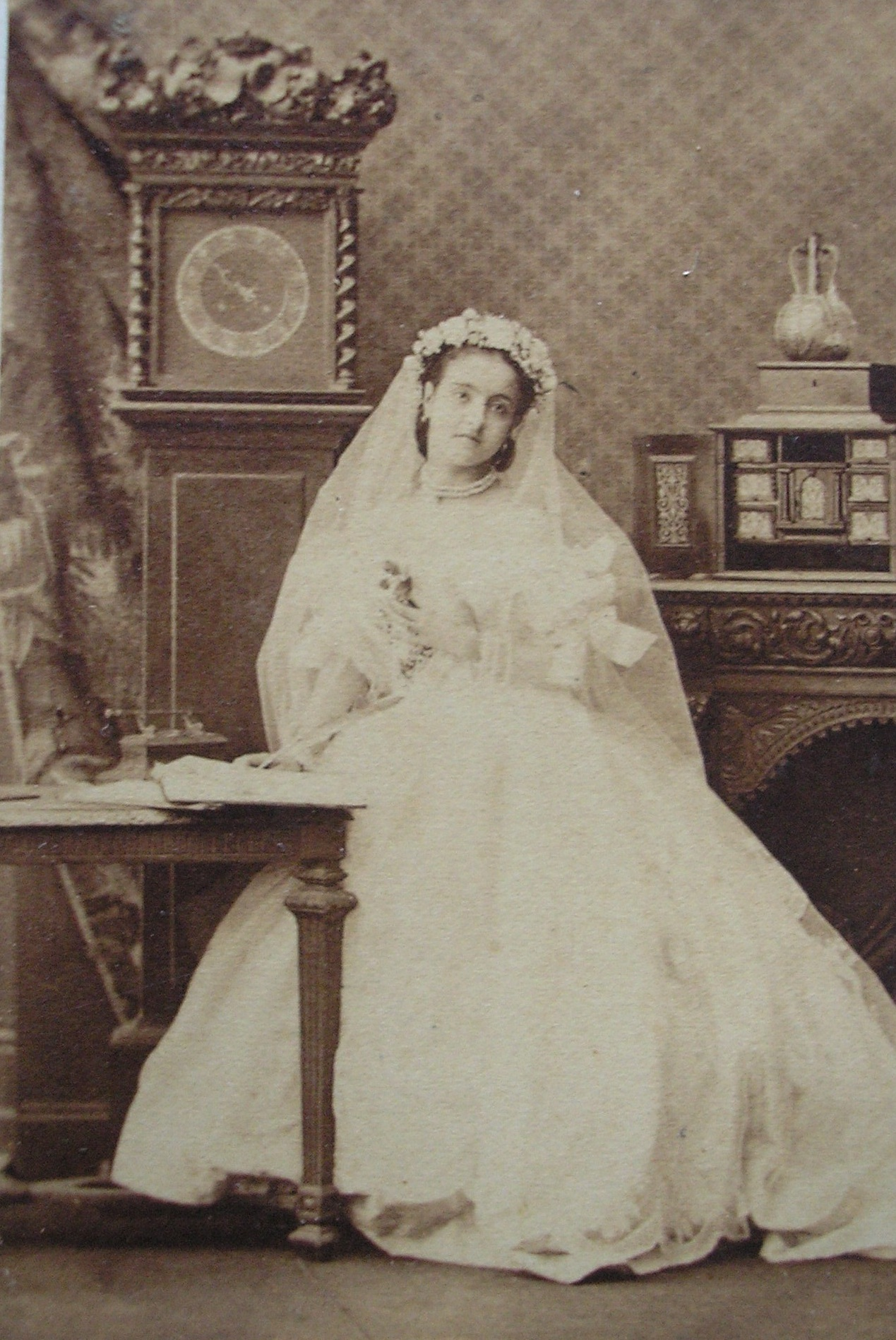
la soprano Adelina Patti, 1858-1867
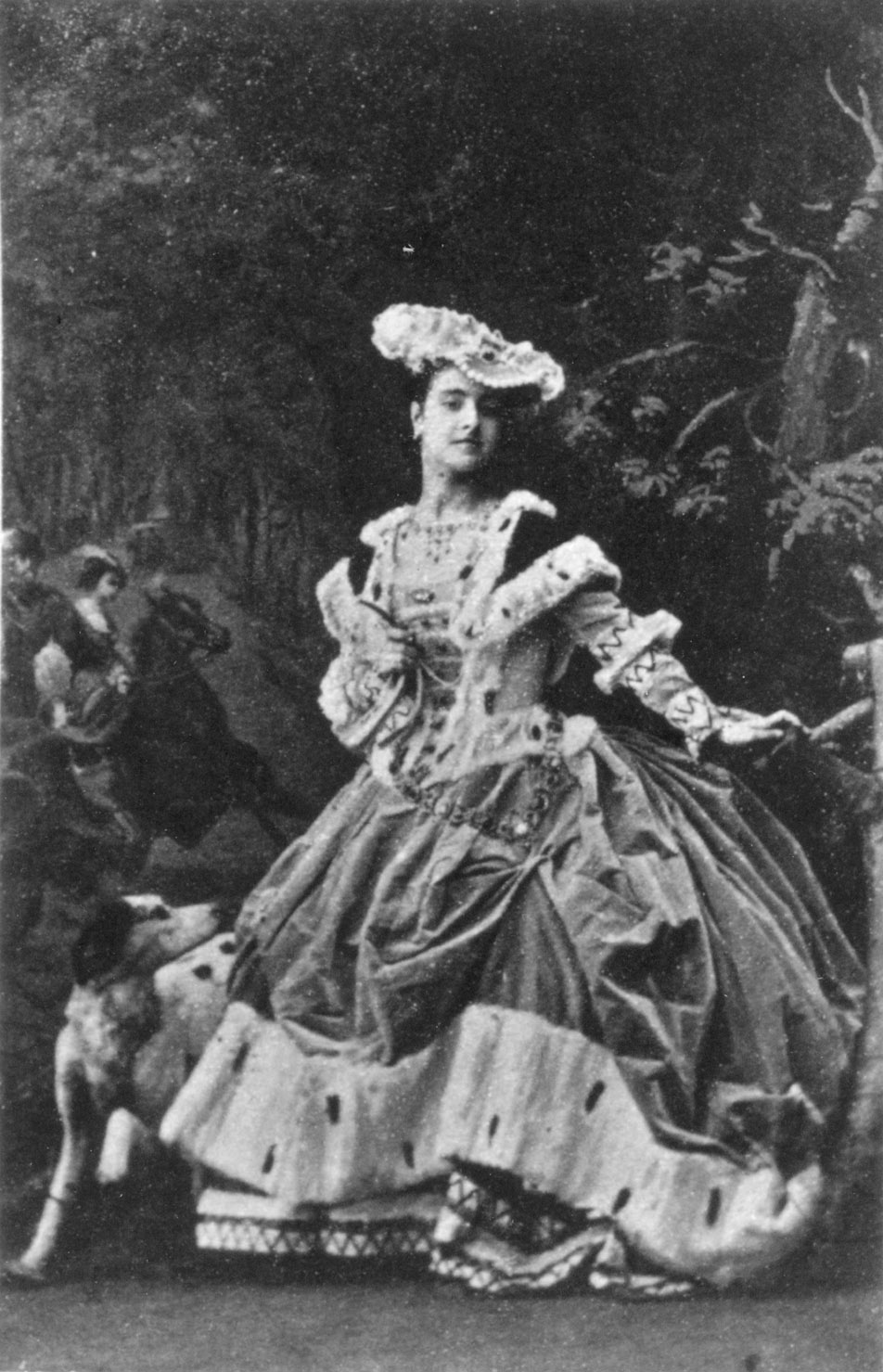
la soprano Adelina Patti, in scena, 1861
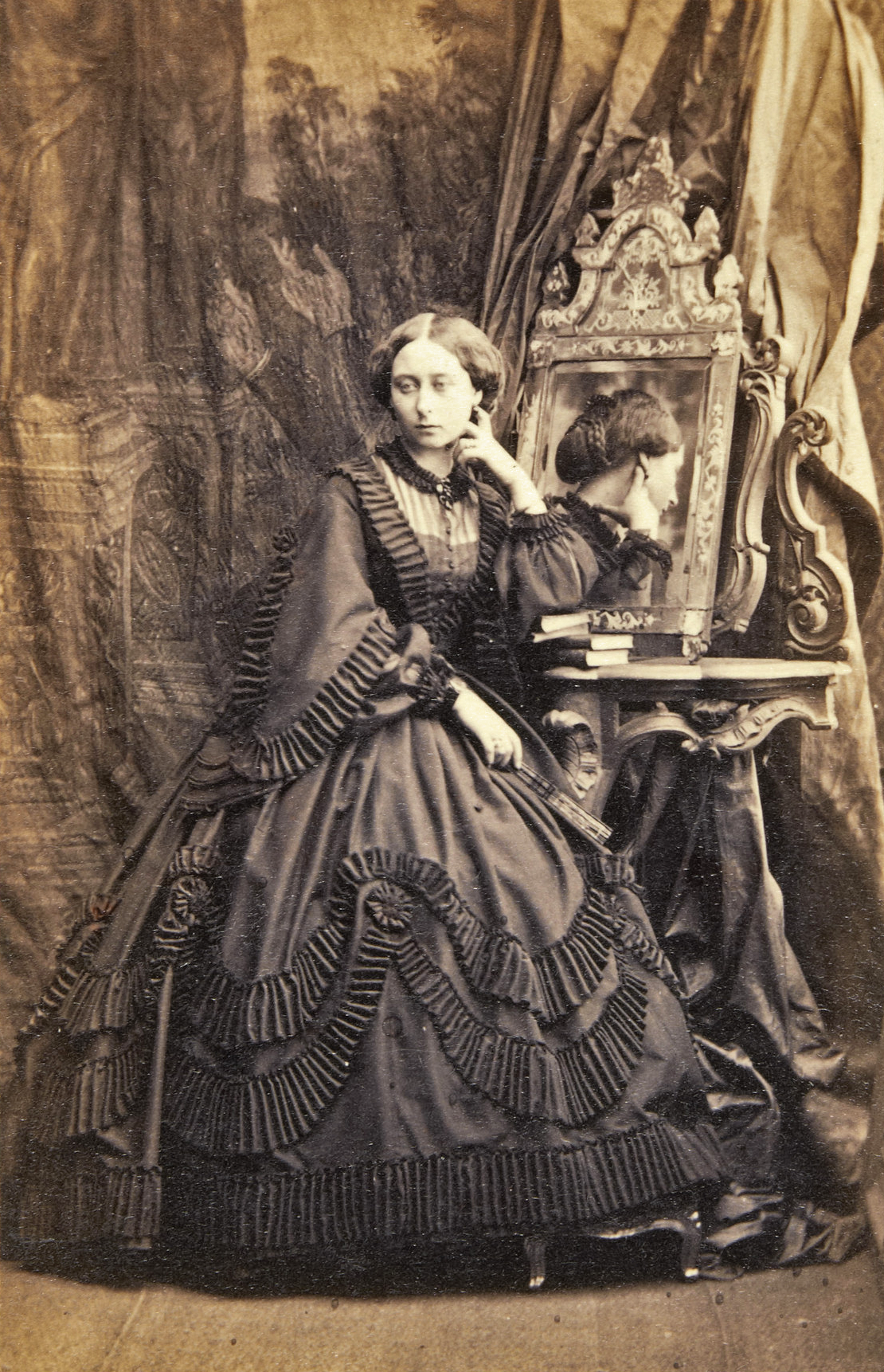
la principessa Alice di Sassonia-Coburgo-Gotha, figlia della reginaVittoria del Regno Unito, 1861
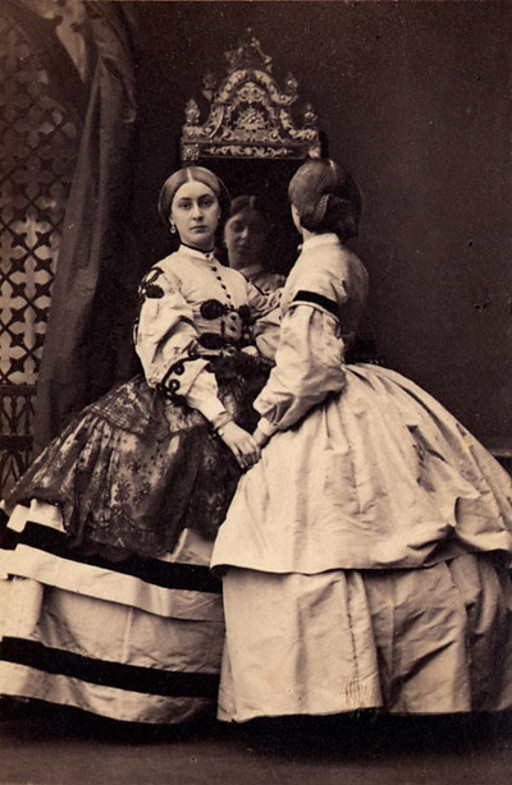
Le signorine Booth, 1861 (fotografate con il volto riflesso nello specchio, come fossero le Tre Grazie)